# سيلاس دين
سيلاس دين هو محامي ودبلوماسي وسياسي أمريكي، ولد في 24 ديسمبر 1737 في Groton, Connecticut ‏ في الولايات المتحدة، وتوفي في 23 سبتمبر 1789 في كنت في المملكة المتحدة. انتخب سفير وانتخب عضو مجلس نواب كونيتيكت ‏.

## وصلات خارجية
- سيلاس دين على موقع الموسوعة البريطانية (الإنجليزية)
- سيلاس دين على موقع إن إن دي بي (الإنجليزية)